# Valico della Forcella
Der Valico della Forcella oder Forca della Foralla ist ein 1395 m s.l.m. hoher Pass im Regionalpark Sirente-Velino. Er liegt im Abruzzischen Apennin in der Provinz L’Aquila, Italien, und verbindet über die Provinzialstraße SP 11 „Sirentina“ Rocca di Mezzo im Norden mit Secinaro im Süden.

## Lage und Auffahrt
Der Valico della Forcella verläuft nördlich des Monte Sirente (2348 m).
Die Nordauffahrt erfolgt von Rocca di Mezzo, das sich auf dem Altopiano delle Rocche in einer Höhe von rund 1300 Metern befindet. Der Anstieg ist 2,7 Kilometer lang und weist eine durchschnittliche Steigung von 4,1 % auf. Die Südauffahrt hat ihren Ausgangspunkt in Castelvecchio Subequo. Sie ist 24,2 Kilometer lang und steigt im Schnitt mit 3,7 % an. Nach vier großteils flachen Kilometern werden die steilsten Abschnitte mit rund 7 % bei Secinaro erreicht. Zehn Kilometer vor der Passhöhe flacht die Straße beim Chalet del Sirente für zwei Kilometer ab, ehe eine zwei Kilometer lange Zwischenabfahrt folgt. Die letzten 5,5 Kilometer steigen im Schnitt mit rund 5 % an, wobei die letzten 1000 Meter nahezu flach verlaufen.

## Radsport
Beim Giro d’Italia 2025 soll erstmals eine Bergwertung auf dem Valico della Forcella abgenommen werden. Unter dem Namen Vado della Forcella wird der Pass auf der 7. Etappe von der Südauffahrt befahren, die als Anstieg der 2. Kategorie klassifiziert wurde. Im Anschluss geht es zur ersten Bergankunft der 108. Austragung nach Marsia.
| Jahr | Etappe    | Bergwertung  | Fahrer | Auffahrt |
| ---- | --------- | ------------ | ------ | -------- |
| 2025 | 7. Etappe | 2. Kategorie |        | Süd      |